# كايل كليفورد
كايل كليفورد هو لاعب هوكي الجليد كندي، ولد في 13 يناير 1991 في Ayr, Ontario ‏ في كندا.

## وصلات خارجية
- كايل كليفورد على موقع دوري الهوكي الوطني (الإنجليزية)
- كايل كليفورد على موقع EliteProspects.com (الإنجليزية)
- كايل كليفورد على موقع HockeyDB.com (الإنجليزية)
- كايل كليفورد على موقع Hockey-Reference.com (الإنجليزية)